# Ordinary World
Ordinary World ist ein Rocksong von Duran Duran aus dem Jahr 1992. Er wurde am 1. Dezember 1992 vorab als erste Single aus dem Album Duran Duran (The Wedding Album) ausgekoppelt.

## Entstehung und Inhalt
Ordinary World wurde von Simon Le Bon, John Taylor, Nick Rhodes und Warren Cuccurullo geschrieben und von Duran Duran mit John Jones produziert. Der balladeske Song weist Einflüsse aus Pop-Rock und Alternative Rock auf. Im Songtext versucht der Protagonist nach einer gescheiterten Beziehung wieder in ein „normales“ Leben zurückzufinden.

## Veröffentlichung und Rezeption
Die Single erschien am 1. Dezember 1992 bei EMI und Capitol Records. Auf der B-Seite befindet sich Save a Prayer. Im folgenden Jahr wurde Ordinary World auch auf dem Album Duran Duran (The Wedding Album) veröffentlicht.

## Kommerzieller Erfolg

### Chartplatzierungen
Neben Chartplatzierungen in Deutschland, Österreich und der Schweiz, erreichte die Single Top-10-Platzierungen in Frankreich (Platz sechs), Neuseeland (Platz drei), Schweden (Platz zwei), dem Vereinigten Königreich und den Vereinigten Staaten.
| ChartsChartplatzierungen       | Höchstplatzierung | Wochen |
| ------------------------------ | ----------------- | ------ |
| Deutschland (GfK)              | 16 (19 Wo.)       | 19     |
| Österreich (Ö3)                | 15 (11 Wo.)       | 11     |
| Schweiz (IFPI)                 | 11 (17 Wo.)       | 17     |
| Vereinigte Staaten (Billboard) | 3 (22 Wo.)        | 22     |
| Vereinigtes Königreich (OCC)   | 6 (9 Wo.)         | 9      |

| ChartsJahrescharts (1993)      | Platzierung |
| ------------------------------ | ----------- |
| Deutschland (GfK)              | 69          |
| Vereinigte Staaten (Billboard) | 34          |
| Vereinigtes Königreich (OCC)   | 65          |

### Auszeichnungen für Musikverkäufe
| Land/Region                  | Auszeichnungen für Musikverkäufe (Land/Region, Auszeichnung, Verkäufe) | Verkäufe  |
| ---------------------------- | ---------------------------------------------------------------------- | --------- |
| Dänemark (IFPI)              | Gold                                                                   | 45.000    |
| Italien (FIMI)               | Gold                                                                   | 35.000    |
| Spanien (Promusicae)         | Gold                                                                   | 30.000    |
| Vereinigte Staaten (RIAA)    | Gold                                                                   | 500.000   |
| Vereinigtes Königreich (BPI) | Platin                                                                 | 600.000   |
| Insgesamt                    | 4× Gold · 1× Platin ·                                                  | 1.210.000 |

## Coverversionen
Coverversionen existieren unter anderem von Aurora feat. Naimee Coleman, Kurt Nilsen, Paul Anka, Fools Garden, Red, Sister Cristina (Perto, longe ou depois), Simon McBride und Sean Kingston (Ordinary Girl).
Im Duett sangen Rebecca Ferguson und Alyosha zum ersten Halbfinale des Eurovision Song Contest 2023 in Liverpool eine Coverversion zu Ordinary World, der mit einer Bühnen- und Leinwandpräsentation an den Russischen Überfall auf die Ukraine 2022 erinnerte.